# Arszlán Giráj krími kán
Arszlán Giráj (krími tatár: Arslan Geray, آرسلان كراى), (1692 – 1767. május 30.) krími tatár kán, II. Devlet kán fia.

## Első uralkodása
Arszlán I. Kaplan kán idejében a núreddin címet birtokolta (1735—1736), II. Fetih kán alatt pedig kalga volt (1736—1737). II. Szelim Giráj 1748-as halála után a szultán Arszlánt nevezte ki krími kánnak. Arszlán unokatestvérét, Szelimet tette meg kalgának, bátyját, Kirimet pedig núreddinnek.
Arszlán a kinevezése után elsődleges feladatának tekintette a kánság újjáépítését az 1730-as évek két pusztító orosz betörése után. Folytatta Bahcsiszeráj felépítését, de az egész Krímen támogatta a városok és épületek visszaállítását. Folytatta a félsziget bejáratát védő Perekop várának megerősítését és több kisebb erődöt (Ucs Obe, Csongár, Szivas) is emeltetett. Újjáépíttette az oroszok által lerombolt kezlevi mecsetet, iskolákat és medreszéket renováltatott (elsősorban a bahcsiszeráji nagymecset mellett levőt) és Ahmeszdzsidben, Kezlevben és egyéb városokban nyilvános kutakat építtetett.
Uralkodásának másik fontos eseménye, hogy konszolidálta a belső viszonyokat. A Giráj dinasztia több tagja vélt vagy valós sérelmek miatt a kánság határvidékeire költözött és ha lehetőség adódott, lázadást szított a budzsáki és kubanyi nogájok vagy cserkeszek között. Arszlán ezeket a kánfiakat kiengesztelte, ajándékokkal és magas pozíciókkal a fővárosba csábította őket, így növelve az állam belső stabilitását. Külpolitikájában minden szomszédjával a béke megőrzésére törekedett.
1756-ban nem teljesen tisztázott okból, valószínűleg isztambuli intrika következtében a szultán leváltotta a káni tisztségről és helyére Halim Girájt ültette. Arszlán Híosz szigetére távozott.

## Második uralkodása
1767-ben újból kinevezték kánnak, de útban a Krím felé, a moldvai Kausani városában meghalt. Holttestét Bahcsiszerájba szállították és a káni temetőben helyezték nyugalomra.

## Fordítás
Ez a szócikk részben vagy egészben  a(z)   Арслан Герай című orosz Wikipédia-szócikk ezen változatának fordításán alapul.  Az eredeti cikk szerkesztőit annak laptörténete sorolja fel. Ez a jelzés csupán a megfogalmazás eredetét és a szerzői jogokat jelzi, nem szolgál a cikkben szereplő információk forrásmegjelöléseként.
| Előző uralkodó: II. Szelim Giráj | Krími kán 1748 – 1756 | Következő uralkodó: Halim Giráj |

| Előző uralkodó: III. Szelim Giráj | Krími kán 1767 | Következő uralkodó: Makszud Giráj |